# Ебселен
Ебселен (англ. Ebselen), також відомий під назвами PZ 51, DR3305, та SPI-1005 — синтетична селенорганічна сполука, яка має протизапальні, антиоксидантні та цитопротекторні властивості. Він діє подібно до глутатіонпероксидаз, та може також вступати в реакцію з пероксинітритом. Ебселен досліджують щодо можливого застосування в лікуванні реперфузійних уражень та інсульту, втрати слуху та шуму у вухах, а також біполярного розладу. Крім того, ебселен може бути ефективним проти збудника псевдомембранозного коліту Clostridium difficile, виявлено також, що він має протигрибкову дію проти Aspergillus fumigatus.
Ебселен є потужним інактиватором перекису водню, а також гідропероксидів, включаючи мембранно-зв'язані фосфоліпіди та гідропероксиди холестерилу. У дослідженнях показано, що кілька аналогів ебселену поглинають перекис водню в присутності тіолів.

## Імовірна активність проти COVID-19
Попередні результати досліджень показують, що ебселен має багатообіцяючу інгібуючу активність проти COVID-19 згідно даних цитологічних досліджень. Ефект препарату пов'язують з необоротним інгібуванням основної протеази у зв'язку з утворення ковалентного зв'язку з тіоловою групою цистеїну активного центру вірусу (Cys-145).

## Синтез
Як правило, синтез структурної основи ебселену, бензоізолеленазолонової кільцевої системи, може бути досягнутий або шляхом реакції первинних амінів (RNH2) з 2-хлорселенобензоїлхлоридом (Шлях I), або шляхом орто-літування бензанілідів з подальшою окислювальною циклізацією (Шлях II), за участю броміду міді (CuBr2) як каталізатора, або за допомогою ефективного селенування/гетероциклізації о-галогенбензамідів, що каталізується міддю, за методологією, розробленою Кумаром та групою дослідників. (Шлях III).